# 瀋陽駅
瀋陽駅（しんようえき）は中華人民共和国遼寧省瀋陽市和平区にある中国鉄路総公司（CR）の駅。以前は謀克敦駅(ムクデンえき)、奉天駅と呼ばれていた。瀋陽鉄路局管轄の特等駅である。
本項では、近接する瀋陽地下鉄の瀋陽站駅（しんようたんえき）についても記述する。

## 概要
かつての南満州鉄道（満鉄）の重要な中心駅であり、現在では瀋大線・瀋吉線・瀋丹線・瀋山線・皇姑屯線・瀋撫都市間鉄道・哈大高速鉄道が乗り入れている。東駅舎は1910年10月1日に併用開始したもので、日本の建築家辰野金吾の学生であった太田毅と吉田宗太郎によって設計された。そのため東京駅と外観が似ており、遼寧省文物保護単位に指定されている。2010年から拡張工事を開始し、西駅舎と西広場の新築、東駅舎と東広場の改修が行われた。西駅舎は2012年7月30日の哈大高速鉄道の乗り入れと同時に併用開始された。

## 歴史

### 奉天駅（站）
1891年にロシア帝国の侵略により中国東北部が奪われ、ロシア政府はシベリア鉄道の中国東北地方への延伸を要求した。1896年、ロシア政府と李鴻章は露清密約に調印し、清政府はチタから東北地方を結ぶ東清鉄道の建設を許可し、1899年に瀋陽まで延伸された。この当時の奉天駅は、今の瀋陽駅の北に1.2 km離れた荒野にロシア式の青煉瓦の平屋駅舎が建てられ、線路は5線あった。

### 奉天駅（驛）

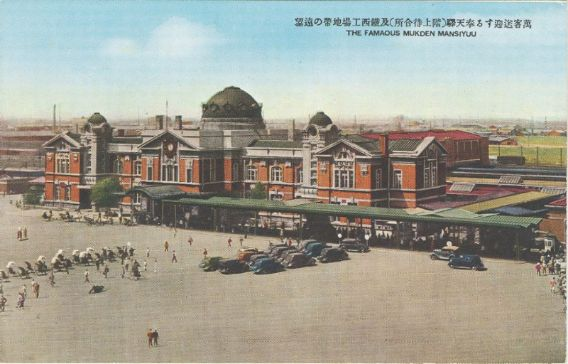
満洲国時代の奉天駅

1907年（明治40年）、当時人口30万人の瀋陽市に対し、年間旅客乗降人数は50万人に達した。利用客の増加につれて発着列車が捌けなくなり、満鉄は安奉線と南鉄本線が交わる場所に新駅を建設することにした。新駅完成後の奉天駅は当時満鉄五大駅の最大規模の駅となった。
1910年（明治43年）10月1日、駅を移動する式典が行われ、奉天駅は現在の場所に移動し、今の瀋陽駅に至る。奉天駅移動後、日本により駅周辺の鉄道附属地に新市街が形成され、奉天駅を中心に東側に放射状に道路が形成された。満洲国時代では中国東北部の各地から物資を大連まで運び、日本へ船舶で運ぶ中継位置として重要な役割を果たした。1926年（大正15/昭和元年）から1934年（昭和9年）にかけて4つの待合室を増やして床面積が6,555平方メートルとなり、当時の中国東北部で旅客駅としても最も重要な駅となった。 第二次世界大戦中の1944年（昭和19年）12月から1945年（昭和20年）1月にかけてアメリカ軍により奉天駅の貨物倉庫5つが破壊された。

### 瀋陽駅
1945年、奉天駅は瀋陽南駅に改名された。瀋陽解放後、中ソが共同で管理する東清鉄道を設立した。1950年5月1日に瀋陽南駅は正式に瀋陽駅に改名し特等駅に指定された。朝鮮戦争勃発後、瀋陽駅は運輸物資の集積地となった。利用客の利用を改善するため、瀋陽駅は満洲国時代の駅舎の風格・色を継承しながら増築を行った。2003年6月20日に西の貨物の敷地で迫撃砲の砲弾116発及び機関銃の銃身2本が発見された。2012年7月30日に瀋陽駅西駅舎の併用を開始した。

## 駅構造

### 中国鉄路総公司

#### 東駅舎・東広場
東駅舎は赤レンガの建物で縁には白色が塗られている。出入り口は駅舎の両翼の大時計の下にある。駅舎は3階建で、緑色のドームが屋上中央に、小さいドームが屋上左右にあり、中央のドームには21個の窓が設けられている。東駅舎には南北に切符売り場があるが、2013年に北側の切符売り場だけ改修された。高架待合室と東駅舎の間に全長10mの高架連絡通路があり、利用客は東駅舎から2階に上がり、西側にある橋上駅舎に行くことが出来る。東駅舎の風格は日本の東京駅と似ており、2階建ての赤レンガ造りである。辰野金吾の学生であった太田毅が設計し、その後吉田宗太郎に引き継がれ完成させた。駅舎1階は待合室として用いられ、2階はヤマトホテル（20室）が営業している。
東広場の面積は約25000平方メートルあり、広場の振り分けは14000m2がアスファルト舗装、5000m2が花崗岩で舗装、2000m2が緑地、水辺が780m2となっている。広場北側と南側に駐車場があり、合計133台収容できる。

#### 西駅舎・西広場
西駅舎は2012年6月の新築で、その全体は古典的な東駅舎に比べて現代的で、外観はくり毛色で、天井は濃い灰色に塗られている，床面積は約5万平方メートル、地上3階、地下1階建ての駅舎には商業施設、到着ロビー等がある。セキュリティチェックは2階コンコースに設けられており、チェックが済んでから乗り場に行くことができる。
西広場は6万平方メートルの広さがあり、その内4万平方メートルは地下に商店街や駐車場がある。広場の中央には給水塔があり。この給水塔は1950年12月28日に竣工したものであり、別の場所に移設することが出来なかったためそのままの位置で残っている、大きさは直径10.6m、上部蓄水部分の高さは9.5m、貯水部分ではない下部が30mあり、1200m2の水を貯めることができる。給水塔の周りに11の商店がある。

#### 高架待合室

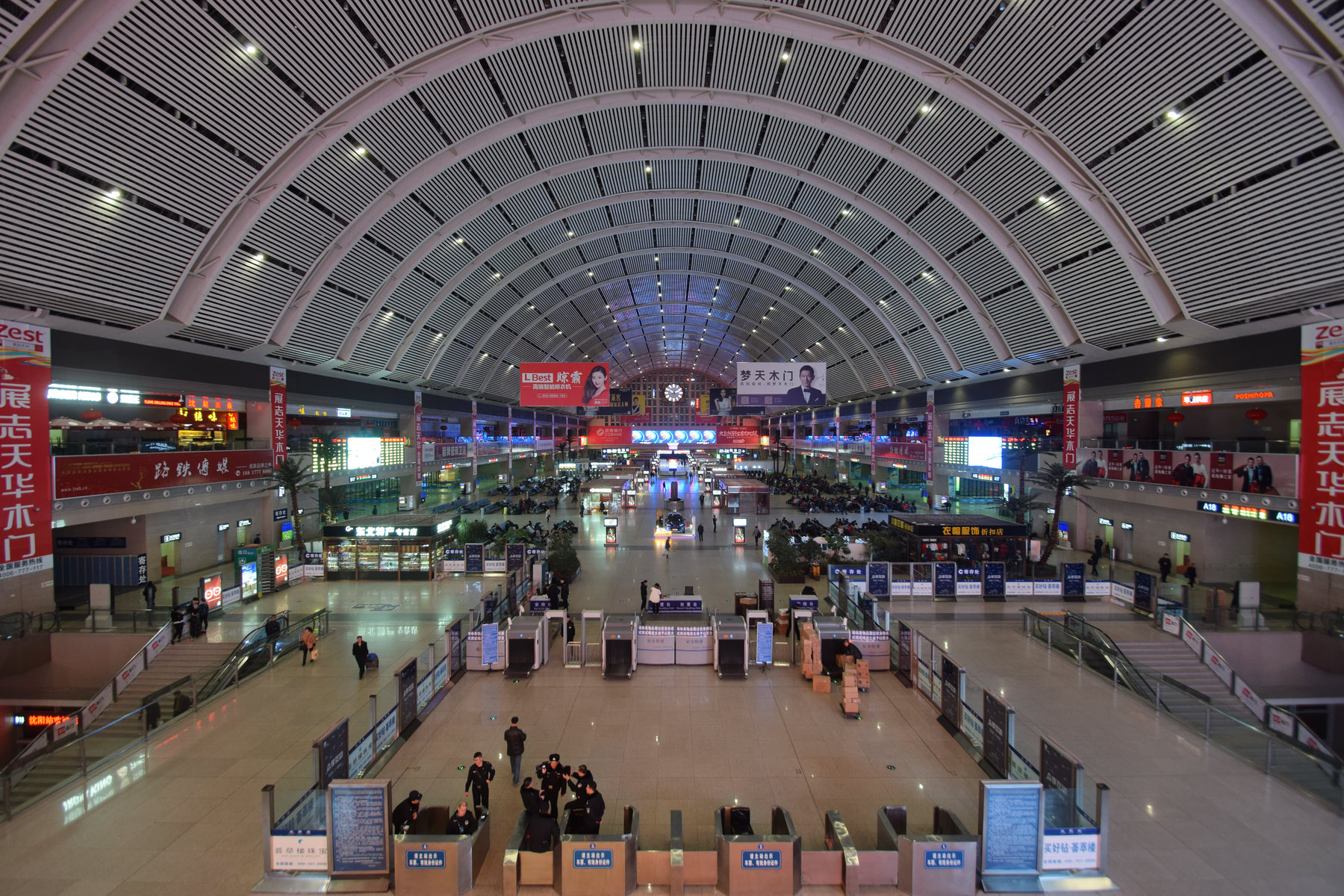
高架待合室

2002年11月1日に面積9375平方メートル、全長108メートル、5面のホームに跨る高架待合室が使用開始された。待合室は4つあり、その内1つは軟席車の乗客用でその他は普通車の乗客用と割り振られている。この高架待合室の完成により、乗車と下車の客の流れを分離することができた。完成まではホーム～東駅舎間は乗・下車ともに地下通路を通る必要があったが、完成後は乗車時は高架待合室から乗り場まで直接行けるようになった。
2012年7月30日に西駅舎の面積1.6万平方メートルの高架待合室が使用開始された。この待合室は最大1.2万人収容できる。
上記の高架待合室は両方とも地上ホーム用の改札口があり、1面ホームごとに改札口が設置されている。高架待合室で列車が到着するアナウンスが流れた後にのみ改札口が通れるようになる。3階部分はスーパーマーケット、本屋などが入居している。高架待合室からホーム、ホームから地下通路へは全ホーム分エレベータ完備。

#### 乗り場
乗り場は10面18線ある。18線中、1～10番線は高速線で、11～18番線は特快、普快等の普通列車が止まる。
| ホーム | 路線                                                     | 行先                                               |
| ------ | -------------------------------------------------------- | -------------------------------------------------- |
| 1～10  | 哈大旅客専用線                                           | ハルビン西・長春西・大連北・大連方面               |
| 11～18 | 瀋大線・瀋吉線・瀋丹線・瀋山線・皇姑屯線・瀋撫都市間鉄道 | ハルビン・大連・吉林・丹東・平壌・撫順北・北京方面 |

| ↑ 皇姑屯 (西) ↑ 瀋陽北 (北)                                             |
| 18 17 \| 16 15 \| 14 13 \| 12 11 \| 10 9 \| 8 7 \| 6 5 \| 4 3 \| 2 1 \| |
| ↓ 瀋陽南 (南)                                                           |

#### 切符売り場
瀋陽駅全体で有人窓口が51個、自動券売機が43個設置されている。西駅舎には16台の自動券売機、32個の有人窓口がある。東駅舎には27台の自動券売機、19個の有人窓口がある。

### 瀋陽地下鉄
中国鉄路総公司の東駅舎側の地下に位置する。地下1階にコンコース、地下2階にホームを有する。ホームは島式ホーム1面2線の構造で、ホームドアが設置されている。出口はA1・A2・B・C1・C2・Dの6箇所ある。
駅名は「瀋陽站」であり「站」の文字が駅名に含まれている。
| ホーム | 路線   | 行先                         |
| ------ | ------ | ---------------------------- |
| 北側   | ■1号線 | 鉄西広場・張士・十三号街方面 |
| 南側   | ■1号線 | 青年大街・中街・黎明広場方面 |

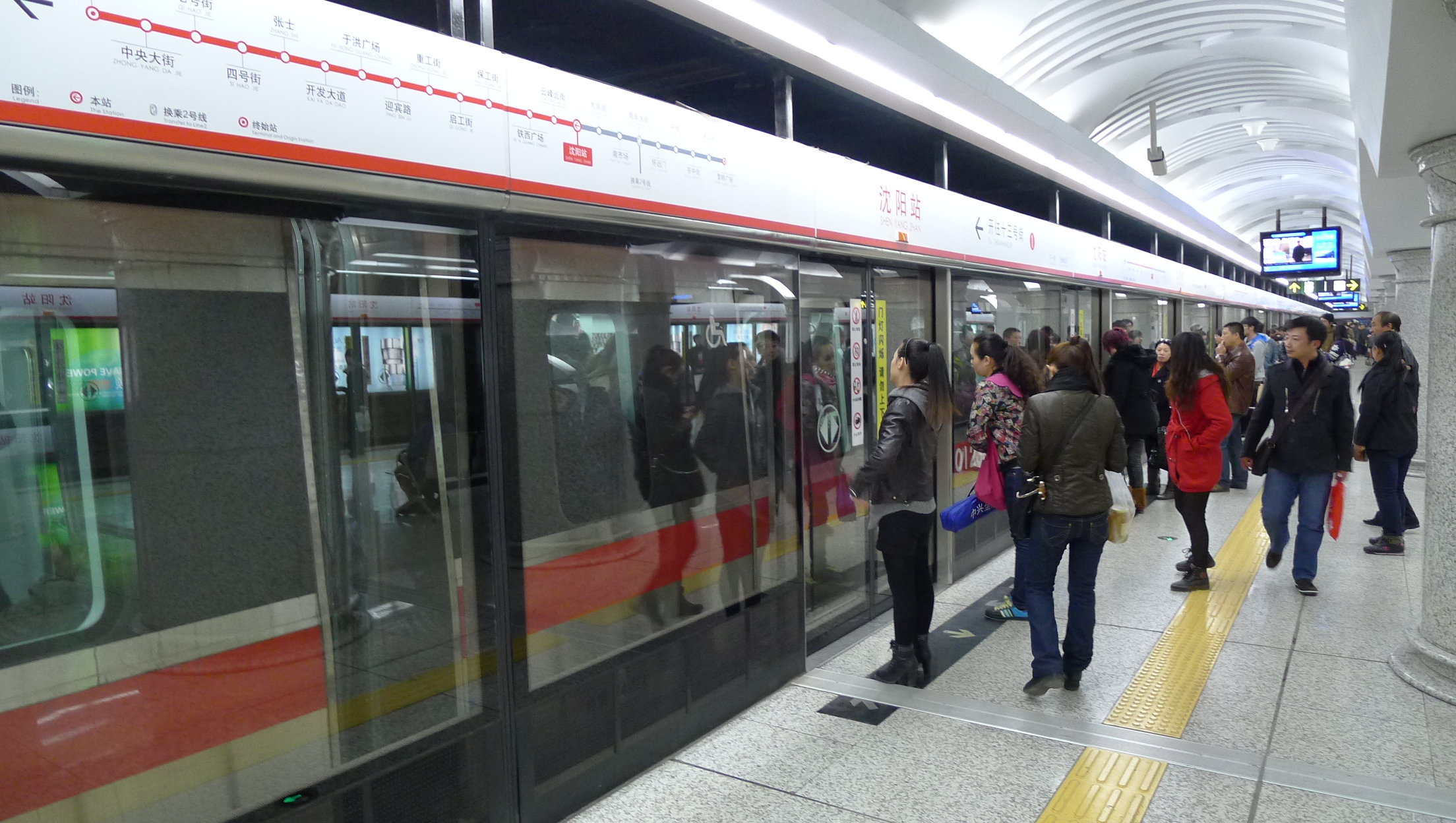
プラットホーム

## 利用状況
1日190本の列車が発着する。1日の利用人数は約10万人である。

## 駅周辺

### 東側

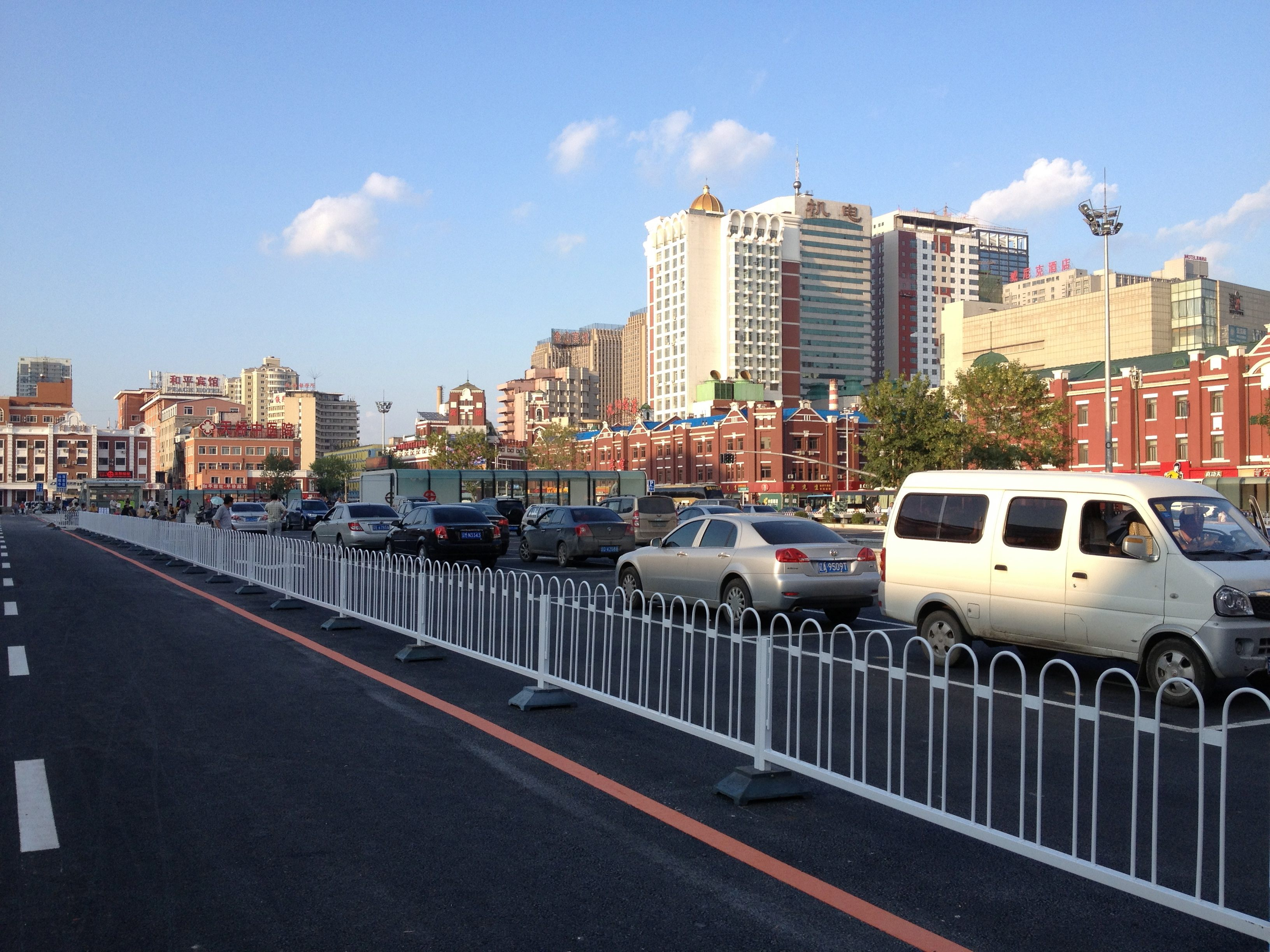
瀋陽駅東側の様子

- ウォルマート
- 万達城市広場
- 瀋陽中興商業大厦
- 瀋陽太原街万達広場
- シンガポール広場

### 西側
- 海韻錦江国際酒店
- 栄富飯店

## 隣の駅
中国鉄路総公司
瀋大線
瀋陽北駅 - 瀋陽駅 - 渾河駅
瀋山線
瀋陽駅 - 攬軍屯駅
瀋丹線
瀋陽駅 - 瀋陽南駅
瀋吉線
瀋陽駅 - 瀋陽北駅
皇姑屯線
瀋陽駅 - 皇姑屯駅
瀋撫都市間鉄道
瀋陽駅 - 楡樹台駅
瀋陽地下鉄
■1号線
雲峰北街駅 - 瀋陽站駅 - 太原街駅